# Чучулень
Чучулень (рум. Ciuciuleni) — село у Гинчештському районі Молдови. Утворює окрему комуну.

## Населення
За даними перепису населення 2004 року у селі проживали 5111 осіб.
Національний склад населення села:
| Національність       | Кількість осіб | Відсоток   |
| -------------------- | -------------- | ---------- |
| молдавани румуни     | 5053 42        | 98,9% 0,8% |
| українці             | 6              | 0,1%       |
| росіяни              | 4              | 0,1%       |
| болгари              | 2              | < 0,1%     |
| гагаузи              | 1              | < 0,1%     |
| інша / без відповіді | 3              | 0,1%       |
| Всього               | 5111           | 100%       |